# خوسيه ليفي
خوسيه ليفي ( مليلية، إسبانيا، 1958)  هو عالم أحياء وصحفي إسباني. منذ عام 1989 عمل كمراسل رئيسي لشبكة الأخبار الأمريكية CNN في إسرائيل والأراضي الفلسطينية والشرق الأوسط . وكان ليفي أيضًا مبعوثًا خاصًا في أحداث مثل سقوط جدار برلين، وسقوط الاتحاد السوفييتي، ووصول siglo الحادي والعشرون في موسكو، وفاة وتطويب البابا يوحنا بولس الثاني، وكذلك انتخاب البابا فرانسيس .

## سيرة

### البدايات والدراسات
وُلِد خوسيه ليفي عام 1958 في مليلية، وهي مدينة إسبانية مستقلة تقع في شمال أفريقيا. كان لديه رغبة أولية في تكريس نفسه للبحث في علم الأورام، وفي سن السابعة عشرة ذهب لدراسة علم الأحياء والطب في جامعة برشلونة، حيث شهد الانتقال من الدكتاتورية إلى الديمقراطية في إسبانيا. وفي عام 1978 حصل على منحة دراسية للدراسة في إسرائيل، حيث حصل بعد إكماله الدكتوراه في علم الأحياء في الجامعة العبرية في القدس على جائزة شيفيلد لأبحاث السرطان. 

### الصحافة
في عام 1983 بدأ العمل كمراسل لوسائل الإعلام في إسبانيا والولايات المتحدة، ومنذ عام 1989 أصبح مراسلاً لبرامج قناة CNN باللغة الإسبانية، حيث تم تعيينه في البداية كمراسل رئيسي في الشرق الأوسط ثم كمراسل رئيسي دولي. وفي عام 2009 تم تعيينه أستاذاً فخرياً في جامعة سانتا ماريا في فنزويلا، وقبل عام انضم إلى فريق المراسلين الذي يعزز برمجة CNN تشيلي، بتقارير من القدس.
وتتضمن أبرز الأحداث تغطية مرض البابا يوحنا بولس الثاني ووفاته ودفنه، وانتخاب خليفته بنديكتوس السادس عشر . وكان قد رافق البابا يوحنا بولس الثاني في رحلته الحجية إلى الأراضي المقدسة، وفي زياراته إلى مصر ولبنان، وكان حاضراً في روما في الخامس والعشرين من الشهر نفسه. الذكرى السنوية لحبريته وتطويب الأم تريزا من كلكتا . على الرغم من أن خوسيه ليفي يهودي دينياً وإثنياً، إلا أنه يتمتع بامتياز تقديم تقرير عن البابا فرانسيس، الذي يعتبره، وفقاً لإحدى تغريداته، شخصاً استثنائياً.
لقد تابع عن كثب الصراع الفلسطيني الإسرائيلي المعقد والطويل والدموي، والاضطرابات السياسية، وعملية السلام الصعبة واتفاقياتها. ومن الجدير بالذكر أيضًا تغطيته لوفاة وجنازة الرئيس السوري حافظ الأسد، والملك حسين الأول ملك الأردن، ورئيس الوزراء الإسرائيلي المغتال إسحاق رابين .
ومن بين الأحداث التاريخية الأخرى التي غطاها سقوط جدار برلين، ونهاية الاتحاد السوفييتي، والهجمات الإرهابية في لندن ومدريد والاضطرابات الانتخابية التي تلتها في إسبانيا، والهجمات في تركيا والأردن ومصر، وأول انتخابات ديمقراطية في العراق، ومأساة الغواصة النووية الروسية كورسك. الأزمة العسكرية والسياسية والاقتصادية الروسية، والزلازل في تركيا واليونان، وأزمة اللاجئين في مقدونيا، وصعود اليمين المتطرف إلى السلطة في النمسا، وعملية تسليم أوغستو بينوشيه .
قام بتغطية المؤتمرات التي ترعاها الأمم المتحدة في القاهرة وكوبنهاجن وروما . كما قدم تقارير عن مؤتمر السلام في الشرق الأوسط في مدريد، وقمة مكافحة الإرهاب في شرم الشيخ، واجتماعات جامعة الدول العربية في القاهرة، والمنتدى الاقتصادي العالمي في دافوس .
حصل ليفي على المقابلة الوحيدة التي منحها الرئيس الكوبي فيدل كاسترو في يوم لقائه الأول مع البابا يوحنا بولس الثاني في روما. وقد تحدث مع كرادلة بارزين مثل خورخي ميدينا، وألفونسو لوبيز تروخيو، وميغيل أوباندو برافو، ونوربيرتو ريفيرا، وخافيير لوزانو باراغان. ومن بين الزعماء السياسيين في أميركا اللاتينية تحدث مع ألبرتو فوجيموري، وأليخاندرو توليدو مانريك، وآلان جارسيا، وفيوليتا تشامورو، وفيسينتي فوكس، وإرنستو زيديلو، وكارلوس ساليناس، وإرنستو سامبر، وألفارو أوريبي، وإدواردو فراي، وسيباستيان بينيرا، وأوسكار أرياس، ولورا شينشيلا، وبورفيريو لوبو، وليونيل فرنانديز، وفيرناندو دي لا روا، ورافائيل كوريا . ومن الشرق الأوسط، أجرى مقابلات مع ياسر عرفات، وأرييل شارون، وإسحاق رابين، وشمعون بيريز، وإيهود أولمرت، وبنيامين نتنياهو، وإسحاق شامير، ومؤسس حركة حماس الفلسطينية أحمد ياسين.

## روابط خارجية
- خوان خوسيه ليفي على قناة سي إن إن باللغة الإسبانية